# المقاتل النهائي: فريق ليسنر ضد فريق دوس سانتوس
المقاتل النهائي: فريق ليسنر ضد فريق دوس سانتوس (بالإنجليزية: The Ultimate Fighter: Team Lesnar vs. Team dos Santos)‏ هي الدفعة الثالثة عشرة من مسلسل يو إف سي التلفزيوني الواقعي المقاتل النهائي.